# Fat Tong Chau

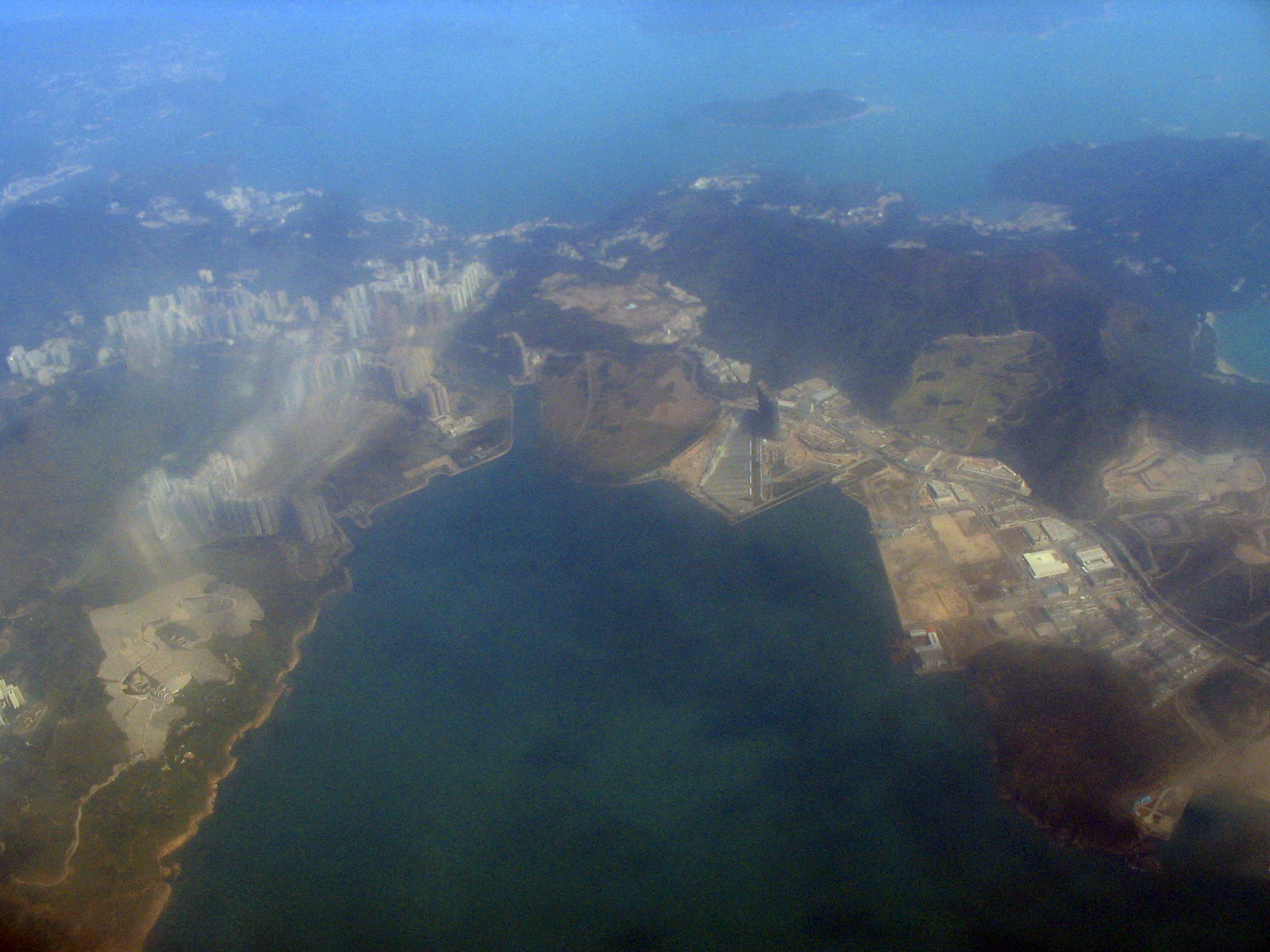
Vue aérienne de Tseung Kwan O (Junk Bay). Fat Tong Chau est situé dans le coin inférieur droit de l'image.

Fat Tong Chau (chinois : 佛堂洲 ; anglais : Junk Island) est une ancienne île de Hong Kong maintenant rattachée à Tseung Kwan O et à la péninsule de Clear Water Bay, après bonification des terres. Elle est située dans la partie sud-est de Junk Bay, dans le district de Sai Kung.

## Localisation
Fat Tong Chau est située au sud de la zone industrielle de Tseung Kwan O et directement à l'ouest de TVB City. La zone d'enfouissement des déchets du sud-est des Nouveaux Territoires est situé au sud de Fat Tong Chau. Avant la bonification des terres, Fat Tong Chau formait la limite nord du détroit de Tathong.

## Bureau de douane chinois
Le site du bureau de douane chinois, déclaré monument historique de Hong Kong, est situé dans la partie nord-ouest de Fat Tong Chau. Des découvertes archéologiques réalisées sur le site sont présentées au Musée d'histoire de Hong Kong. On y trouve notamment une stèle où il est inscrit: "Favoriser la bienveillance sur l'Indochine; tributs et impôts provenant de loin" 